# (7128) Misawa
(7128) Misawa est un astéroïde de la ceinture principale.

## Description
(7128) Misawa est un astéroïde de la ceinture principale. Il fut découvert le 30 septembre 1991 à Kitami par Kin Endate et Kazuro Watanabe. Il présente une orbite caractérisée par un demi-grand axe de 3,14 UA, une excentricité de 0,20 et une inclinaison de 2,7° par rapport à l'écliptique.

## Compléments